# La Saga d'Uasti
La sage d'Uasti, écrite en 3 parties de 1975 à 1978 par Tanith Lee, relate les aventures d'une jeune femme aux pouvoirs incroyables qui se réveille sous un volcan. Son visage voilé est un moyen de cacher sa laideur. La jeune femme tente de survivre dans ce monde dominé par les hommes, où elle passe aussi bien pour une servante qu'une sorcière, voire une déesse. Le premier roman relate son réveil et ses aventures, alors que les deux autres romans concernent les aventures de son fils.
- Le réveil du volcan (aussi paru sous le titre La déesse voilée) (The Birthgrave, 1975)
- Vazkor (Shadowfire, 1978)
- La quête de la Sorcière Blanche (Quest for the White Witch, 1978)